# Вулпень (комуна)
Вулпень, Вулпені (рум. Vulpeni) — комуна у повіті Олт в Румунії. До складу комуни входять такі села (дані про населення за 2002 рік):
- Валя-Сатулуй (279 осіб)
- Вулпень (161 особа)
- Гропшань (977 осіб)
- Которбешть (118 осіб)
- Мардале (60 осіб)
- Пескерешть (459 осіб)
- Плопшорелу (153 особи)
- Прісака (168 осіб)
- Сімнічень (120 осіб)
- Табач (238 осіб)

Комуна розташована на відстані 172 км на захід від Бухареста, 35 км на захід від Слатіни, 16 км на північний схід від Крайови.

## Населення
За даними перепису населення 2002 року у комуні проживали 2733 особи, усі — румуни. Усі жителі комуни рідною мовою назвали румунську.
Склад населення комуни за віросповіданням:
| Релігія     | Кількість осіб | Відсоток |
| ----------- | -------------- | -------- |
| православні | 2681           | 98,1%    |
| адвентисти  | 43             | 1,6%     |
| бретрени    | 9              | 0,3%     |